# Sibirische Engelwurz
Die Sibirische Engelwurz (Angelica dahurica) ist eine Pflanzenart aus der Gattung Engelwurzen (Angelica) innerhalb der Familie der Doldenblütler (Apiaceae). Sie wird als Heilpflanze verwendet.

## Beschreibung

### Erscheinungsbild und Blatt
Die Sibirische Engelwurz wächst als ausdauernde krautige Pflanze. Die Hauptwurzel ist stark aromatisch. Der gestreifte Stängel ist im oberen Bereich dichotom verzweigt. Die wechselständig am Stängel angeordneten Laubblätter sind in Blattscheide, Blattstiel und Blattspreite gegliedert.

### Generative Merkmale
Im endständigen, doppeldoldigen Blütenstand stehen viele Blüten zusammen.
Die Chromosomengrundzahl beträgt x = 11; es liegt Diploidie vor, also 2n = 22.

## Vorkommen
Angelica dahurica gedeiht an Waldrändern, in Talwiesen und an Ufern von Fließgewässern in Höhenlagen von 500 bis 1000 Metern. Sie ist in den chinesischen Provinzen Hebei, Heilongjiang, Jilin, Liaoning und Shaanxi, sowie im nördlichen Teil von Taiwan, in Japan, Korea, in der Mongolei und im russischen Sibirien verbreitet.

## Systematik
Die Erstbeschreibung erfolgte 1816 unter dem Namen (Basionym) Callisace dahurica durch Friedrich Ernst Ludwig von Fischer in George Franz Hoffmann: Genera Plantarum Umbelliferarum, 170, Abbildung 18. Die Neukombination zu Angelica dahurica (Fisch. ex Hoffm.) Benth. & Hook. f. wurde 1873 durch George Bentham und Joseph Dalton Hooker in Enumeratio Plantarum in Japonia Sponte Crescentium ... Band 1, 1, S. 187 veröffentlicht.
Es gibt zwei Unterarten bei Angelica dahurica:
- Angelica dahurica (Fisch. ex Hoffm.) Benth. & Hook. f. var. dahurica (Syn: Angelica macrocarpa H.Wolff, Angelica porphyrocaulis Nakai & Kitag., Angelica porphyrocaulis var. albiflora Makino, Angelica tschiliensis H.Wolff): Sie gedeiht an Waldrändern, in Talwiesen und an Ufern von Fließgewässern in Höhenlagen von 500 bis 1000 Metern. Sie ist in Japan, Korea, in Sibirien und in den chinesischen Provinzen Hebei, Heilongjiang, Jilin, Liaoning und Shaanxi, verbreitet.[1]
- Angelica dahurica var. formosana (H.Boissieu) Yen (Syn: Angelica formosana H.Boissieu):  Dieser Endemit gedeiht an Waldrändern in Höhenlagen von 600 bis 800 Metern nur im nördlichen Teil von Taiwan.[1]

## Verwendung als Heilpflanze

### Sibirische Engelwurz in der Traditionellen chinesischen Medizin
Die Sibirische Engelwurz (白芷) wurde im ältesten chinesischen Heilpflanzenbuch, dem Shennong ben cao jing, prominent behandelt. Als Hauptwirkung wurde ihren Wurzeln in der Traditionellen chinesischen Medizin die Abwehr des Eindringens von Kälte in den Stirnbereich zugeschrieben. Als weitere Indikationen wurden „roter und weißer Scheidenausfluss“ angegeben.
Die aktuell gültigen chinesischen Arzneibücher empfehlen die Wurzel-Droge bei folgenden Erkrankungen: Erkältungskopfschmerz, Schmerz am Knochen über der Augenbraue, Nasenverstopfung, Nasenbluten, Zahnschmerz, Ausfluss, schmerzhafte Geschwüre. Die Pflanze ist gegenwärtig Gegenstand analytischer Forschung bezüglich ihrer Inhaltsstoffe.

### Sibirische Engelwurz in der europäischen Komplementärmedizin
Neben der einheimischen Arznei-Engelwurz werden in der europäischen Komplementärmedizin auch die Chinesische Engelwurz und die Sibirische Engelwurz verordnet. Nachdem bekannt wurde, dass die aus China importierten Drogen meist mit Schwermetallen, Schimmelpilzgiften und Pestiziden belastet sind, wird durch die Bayerische Landesanstalt für Landwirtschaft (LfL) der kontrollierte Anbau von chinesischen Drogen in Bayern betrieben. Durch den kontrollierten Anbau sind Risiken wie Verwechslungen und Verunreinigungen vermeidbar. Für die Sibirische Engelwurz (Bai zhi) hat die LfL eine ausführliche Kulturanleitung veröffentlicht.